# Pachycypha aurea
Pachycypha aurea är en trollsländeart som beskrevs av Maurits Anne Lieftinck 1950. Pachycypha aurea ingår i släktet Pachycypha och familjen Chlorocyphidae. Inga underarter finns listade i Catalogue of Life.